# Castiglione Falletto
Castiglione Falletto là một đô thị tại tỉnh Cuneo trong vùng Piedmont của Italia, vị trí cách khoảng 50 km về phía đông nam của Torino và khoảng 40 km về phía đông bắc của Cuneo. Tại thời điểm ngày 31 tháng 12 năm 2004, đô thị này có dân số 643 người và diện tích 4,7 km².
Castiglione Falletto giáp các đô thị: Alba, Barolo, La Morra, Monforte d'Alba và Serralunga d'Alba.

## Đô thị kết nghĩa
- Muntelier, Thụy Sĩ